# Маряшин, Андрей Сергеевич
Андрей Сергеевич Маряшин (род. 31 января 1967 года) — советский, российский и казахстанский игрок в хоккей с мячом, мастер спорта СССР международного класса.

## Карьера

### Клубная карьера
Андрей Маряшин — воспитанник краснотурьинского хоккея с мячом. Начал играть в ДЮСШ БАЗа в 1980 году. Первый тренер — Анатолий Иванович Алексеев. Игровую карьеру в чемпионате СССР начал в 1982 году в «Маяке». Чемпион РСФСР (1982) среди юношей. Чемпион РСФСР (1983, 1985) среди юниоров. Серебряный призёр (1983) чемпионата СССР среди юниоров. За два сезона в первой лиге на счету Андрея 21 матч и 6 голов.
В 1985—1993 годах выступал за алма-атинское «Динамо», в составе которого в 1990 году стал чемпионом страны, а в 1992 году — бронзовым призёром чемпионата СНГ. Второй призёр Спартакиады народов СССР 1986 года.
В 1993—1996 годах снова выступал за «Маяк». В 1994, 1995 и 1996 годах включался в список 22 лучших игроков сезона.
В 1996—2001 годах играл в норвежском «Røa». Серебряный призёр чемпионата Норвегии (1997, 2000).
Сезон 2001-02 проводит в «Маяке».
Сезон 2002-03 Андрей играл в чемпионате России за «Маяке» и в норвежском «Stabæk». Следующий сезон кроме «Маяка» играл в норвежском «Sarpsborg». Сезон 2004-05 играет за «Sarpsborg». Следующие два сезона провёл в составе «Drammen Bandy». Последний сезон (2007/08) проводит в составе норвежского «Ullern».
Всего в чемпионатах СССР и России провел 322 игры и забил 191 мяч («Динамо» −179, 108, «Маяк»-143, 83).

### Карьера в сборных
В 1984 году Андрей Маряшин стал серебряным призёром чемпионата мира среди юниоров. В 1986 году стал чемпионом мира среди юниоров. В 1990 году стал чемпионом мира среди молодежных команд.
В сезоне 1991/92 привлекался в сборную СССР и стал серебряным призёром турнира на призы правительства России, который заменил проводившийся до этого турнир на приз газеты "Советская Россия. За сборную провёл 9 игр, забил 3 мяча.
В 1995 году в составе сборной России провёл одну игру.
В 1996—2006 годах привлекался в сборную Казахстана. На шести чемпионатах мира (1997, 1999, 2001, 2003, 2004, 2006) провёл 35 игр, забил 25 мячей. В 2003 году стал бронзовым призёром чемпионата мира 2003 года.

### Тренерская карьера
В настоящее время тренирует юных хоккеистов клуба «Реа» (Норвегия).